# Sahaja Yoga

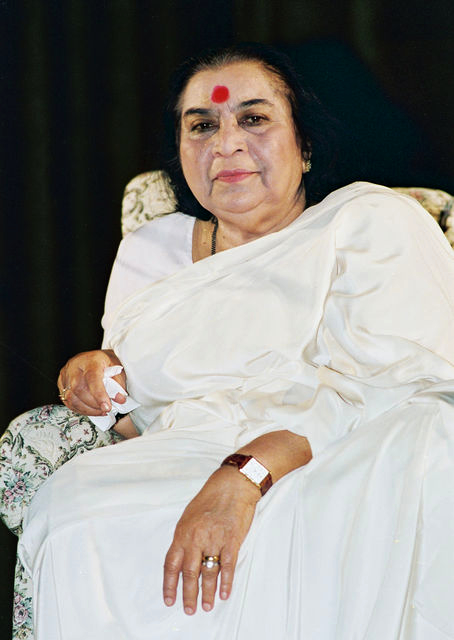
Shri Mataji Nirmala Shrivastava

Sahaja Yoga (Sanskrit, m., सहज योग, sahaj „einfach“, „natürlich“, „angeboren“) ist eine Technik zur Meditation und die Bezeichnung für eine neue religiöse Bewegung und beruht auf der Lehre der Inderin Nirmala Srivastava (1923–2011), von ihren Anhängern respektvoll Shri Mataji Nirmala Devi genannt. Die Organisation Sahaja Yoga International (auch Vishwa Nirmala Dharma) wurde 1970 in Nargol/Indien gegründet.
Nach Angaben der Bewegung ist Sahaja Yoga der Zustand der Selbstverwirklichung, hervorgerufen durch die Erweckung der Kundalini, und wird begleitet durch die Erfahrung eines gedankenfreien Bewusstseins oder mentaler Stille.
Anwender der Sahaja-Yoga-Meditationstechnik sagen, sie fühlen eine kühle Brise auf ihren Händen und über dem Kopf während der Meditation; andere Effekte umfassen die Dilatation der Pupillen und tiefe physische und mentale Entspannung. Sahaja Yoga ist nicht nur der Name der Bewegung, sondern auch die gelehrte Technik und der Bewusstseinszustand, der durch diese Technik erreicht wird. Die Bewegung lehrt, dass Selbstverwirklichung durch Kundalinierweckung eine Transformation sei, die schließlich zu höherem moralischen Verhalten und einer integrierten und ausgeglichenen Persönlichkeit führe.

## Lehre
Sahaja Yoga geht, nach alten hinduistischen Anschauungen, in seiner Lehre von einem subtilen System von Energiekanälen, den Nadis, sowie Energiezentren, den Chakras aus, die für das physische, mentale, emotionale und spirituelle Wohlbefinden des Menschen verantwortlich sind. Nadis werden mit Teilen des vegetativen Nervensystems assoziiert. Demnach entsprechen das Ida Nadi bzw. das Pingala Nadi der linken bzw. der rechten Seite des sympathischen Nervensystems, das mittlere Sushumna Nadi dem parasympathischen Nervensystem.
Laut Sahaja Yoga gibt es sieben Chakren, deren grobstoffliche Entsprechungen die Nervenplexen sind. Der Praktizierende sei in der Lage, den Zustand der Energiezentren konkret durch Sinnesempfindungen auf den Händen sowie auf dem Kopf zu fühlen. Warme oder heiße Empfindungen auf Händen, Kopf und/oder Handflächen interpretiert man als Blockade im System. Diese sogenannten „Catches“ könne man durch Vibrationen, eine objektive göttliche Energie, auffinden. Die Grundlage dieser Methodik wird „Vibratory Awareness“ genannt.
Hervorgehoben wird die religiöse Sicht auf die Chakren, denen jeweils mehrere Aspekte des Göttlichen zugeordnet sind. So integriert Sahaja Yoga die meisten hinduistischen Gottheiten wie Ganesha, Shiva, Lakshmi etc. sowie die bedeutendsten Religionsbegründer und ihre wesentlichen Lehren, etwa Abraham, Moses, Jesus, Mohammed, Zarathustra, Konfuzius, Lao-tse, Buddha, Guru Nanak. Jedes Chakra besitzt demnach nicht nur bestimmte Qualitäten, sondern auch eine göttliche Entsprechung, so fasst man etwa das Stirnchakra als Sitz Jesus von Nazarets und seiner Mutter Maria auf.
Sahaja Yoga lehrt, dass die Kundalini nach ihrer Erweckung aus dem Ruhezustand im Kreuzbein bei ihrem Aufstieg durch die Chakren diese ins Gleichgewicht bringe, wobei man die Kundalini-Kraft mit dem Heiligen Geist gleich setzt. Ohne ihre Erweckung sei wahrer Yoga unmöglich. Während des Aufsteigens durch die einzelnen Energiezentren manifestierten sich auch deren Qualitäten. Viele Krankheiten durch einen Schaden am entsprechenden Chakra könnten so kuriert und durch regelmäßige Meditation der Körper geheilt werden. Obwohl Heilung nicht Hauptzweck ist, gibt es doch ein Sahaja Yoga-Krankenhaus in Indien.
Der Meditierende könne durch den Aufstieg der Kundalini den Zustand des gedankenfreien Bewusstseins erlangen, Nirvichar Samadhi, und das Aufsteigen durch das oberste, das Scheitelchakra, sei durch eine kühle Brise über dem Kopf und/oder auf den Handflächen zu fühlen. Im Gegensatz zu anderen Yoga-Wegen ist es in Sahaja Yoga nach Aussage der Anhänger zum ersten Mal in der Geschichte möglich, die Kundalini en masse zu erwecken und jeder kann vor einem Bild von Mataji eine umgehende, spontane Selbstverwirklichung erreichen.

## Techniken
Selbstverwirklichung (auch Realisation) kann laut Sahaja Yoga schon allein durch Betrachten eines Fotos von Nirmala Devi und durch den Wunsch nach Selbstverwirklichung erlangt werden. Von ihr, aber auch von ihrem Foto, soll permanent ein Fluss positiver, kühler Vibrationen (feinstoffliche Energie) ausgehen, welcher auf Fotos sichtbar sein könne. Ziel der Meditation ist das Erreichen eines Zustandes des Gedankenfreien Bewusstseins, Samadhi, den der Meditierende über Dhyana, die erste Stufe, und Dharana, der zweiten Stufe erreicht. Der Meditierende soll einen Altar mit einem Foto von Nirmala Devi einrichten, am besten in einem eigens dafür vorgesehenen Raum, sich bequem vor den Altar setzen, idealerweise auf den Boden, wobei die Hände auf den Knien ruhen und die Handflächen nach oben weisen. Während der Meditation ist darauf zu achten, die Aufmerksamkeit die gesamte Zeit auf das Sahasrara, das Scheitel-Chakra, gerichtet zu haben. Davor und danach soll man sich selbst ein Bandhan geben. Dieses so genannte Bandhan ist ein mit Handbewegungen ausgeführtes Schutzritual in Sahaja Yoga, dessen Anwendung auch in vielen anderen Situationen, wie etwa vor und nach dem Einsteigen in ein Auto, beim Sport, beim Zubettgehen, beim Einkaufen sowie immer, wenn man sich danach fühlt, empfohlen wird. Man soll morgens sowie abends vor dem Altar meditieren. Nirmala Devi bezeichnet die Meditation als sich der Gnade Gottes hingeben und beschreibt sie als persönliche Reise zu Gott.
Als unterstützend sollen sich Pujas erweisen, wie hinduistische Gottesdienste genannt werden. Die Verehrung der verschiedenen Gottheiten erfolgt stets durch die Verehrung des entsprechenden göttlichen Aspekts in Nirmala Devi. So wird sie zum Beispiel während der Shri Krishna Puja als Krishna, während des Herbstfestes Navaratri als Durga, zu Weihnachten als Jesus und Maria und während der Shri Adi Shakti Puja als Adi Shakti (göttliche feminine Urkraft) verehrt. Nirmala Devi streicht speziell die Bedeutung der Shri Adi Shakti Puja hervor, da ein Sahaja Yogi besonders an der Verehrung der Adi Shakti wachse.
Wie in allen hinduistischen Pujas sind auch in Sahaja Yoga neben spiritueller Verehrung Geschenke materieller und/oder finanzieller Art üblich, darüber hinaus geht ein Großteil der Teilnahmegebühren der Pujas, bezeichnet als Dakshina oder Samarpan (Vergütung durch den Schüler), an den Guru.
Sollte es trotz regelmäßiger Meditation zu einem Ungleichgewicht im Chakrensystem kommen, so wendet man zur spirituellen Reinigung verschiedene Techniken an, viele davon beinhalten die Anwendung der vier Elemente oder haben ihren Ursprung in der traditionellen indischen Volksmedizin, etwa das Fußbad in Salzwasser, Eispackungen sowie Schuhsohlenschlagen und Einreibungen mit verschiedenen Ölen und geklärter Butter. Vibrationen, nach Sahaja Yoga Manifestationen der alles durchdringenden kosmischen Kraft, sollen nicht nur den energetischen Zustand von Wasser verbessern können, sondern auch die Konzentration der darin gelösten Mineralstoffe verändern. Diese Methode wird zum Beispiel auch auf Nahrungsmittel angewendet. Durch Vibrationen behandeltes Material bezeichnet man als vibriert.

## Geschichte
Der Begriff „Sahaja“ hat eine lange Tradition. Als System der Verehrung war er in den tantrischen Traditionen des Hinduismus und Buddhismus seit dem 8.–9. Jahrhundert in Bengalen im östlichen Indien allgemein verbreitet. Der Lehrer der shivaitischen Nathyogis, Gorakh (7./10. Jahrh.), lehrte ausführlich über das Aufsteigen der Kundalini und den Zustand von 'Sahaja'. Auch verschiedene hinduistische Mystiker, wie die noch heute populäre Mirabai (16. Jahrh.) sowie Tukaram (17. Jahrh.) überlieferten den Begriff. In neuerer Zeit war es unter anderem Ramana Maharshi (1879–1950), der über den Zustand Sahaja-Samadhi lehrte. Nach dem Verständnis des Sahaja Yoga sind jedoch viele dieser Linien durch verschiedene Einflüsse verfälscht worden, sodass sie nicht als Vorläufer angesehen werden.
Nach eigener Schilderung öffnete Nirmala Srivastava am 5. Mai 1970 am Strand von Nargol/Indien (150 Kilometer nördlich von Mumbai) das Sahasrara, das Scheitelchakra. Dies erfolgte nach einer Meditationsveranstaltung von Bhagwan Shree Rajneesh (später auch bekannt als Osho), wo sie dessen Methoden der Willfährigmachung, der „Manipulation und Ausbeutung“, von Suchenden (Sadhakas) verurteilte. Sie gibt an, sie hätte vor der Gründung Sahaja Yogas bekannte Gurus aufgesucht, um sich ihre Methoden anzusehen.
Nirmala Srivastava setzte sich am 4. Mai 1970 unter einen Saru-Baum (Casuarina) in Nargol und versank in tiefer Meditation. Mit dem Öffnen des Sahasraras am frühen Morgen des 5. Mai habe sich ihre Kundalini-Kraft entfaltet, und sie konnte dadurch ihre Einheit mit dem göttlichen Selbst erleben. Danach gründete sie die Sahaja Yoga-Bewegung.
Nirmala Srivastava bezeichnet die Umstände des 5. Mai 1970 selbst als überwältigend.

## Organisation
Bis zum Jahr 2003 stand Nirmala Srivastava, unterstützt von ihren engsten Vertrauten, an der Spitze der Organisation, gefolgt von den nationalen und regionalen Leitern. Im Dezember 2003 wurde das „World Council for the Advancement of Sahaja Yoga“ mit damals 19 Mitgliedern unter dem Vorsitz Nirmala Srivastavas eingerichtet. Derzeit besteht es aus 31 Mitgliedern, wobei drei Mitglieder gleichzeitig in den Bereichen Finanzen, Buchführung und Eigentum, Recht und Veröffentlichungen Beraterfunktion erfüllen.

## Kritik
Kritiker von Sahaja Yoga haben Bedenken hinsichtlich des Umgangs mit Kindern. Die Tatsache, dass Eltern ihre Kinder oft in Kleinkinderinternate oder in Schulen nach Indien, Tschechien und Italien geben, halten einige für nicht akzeptabel. Auch erscheinen verschiedene Glaubensinhalte von Sahaja Yoga für Außenstehende unverständlich, wie etwa die gottähnliche Verehrung und die Gleichsetzung Nirmala Srivastavas mit dem Heiligen Geist.